# Козицкий, Максим Зиновьевич
Макси́м Зино́вьевич Кози́цкий (укр. Максим Зіновійович Козицький; род. 19 февраля 1981, Николаев, Львовская область) — украинский предприниматель, политик. Директор ООО «Эко-Оптима» (с 2009 года), председатель Львовской областной государственной администрации с 5 февраля 2020 года.

## Биография

### Образование
Он учился во Львовском национальном медицинском университете имени Данила Галицкого по специальности «Лечебное дело» (магистр медицины).
Окончил Национальный университет «Киево-Могилянская академия» по специальности «Менеджмент организаций» и Институт последипломного образования Львовского национального университета имени Ивана Франко («Специалист по учёту и аудиту»).

### Трудовая деятельность
Козицкий работал врачом-интерном по хирургии в Львовском национальном медицинском университете, был врачом-методистом Львовского областного центра здоровья.
С 2007 по 2009 год работал в Главном управлении здравоохранения Львовской ОГА.
С 2007 по 2010 год — член наблюдательного совета ООО «Укрнефтегазинвест».
С 2010 по 2014 год — заместитель генерального директора по общим вопросам ООО «Укрнефтегазинвест».
С 2014 по 2016 год — заместитель генерального директора ООО «Прикарпатская энергетическая компания».

## Политическая деятельность
В 2015 году — кандидат в депутаты Львовского облсовета от партии «Самопомощь».
В 2019 году был кандидатом на должность председателя Львовской облгосадминистрации.
Председатель Львовской областной организации партии «Слуга народа».

## Личная жизнь
Женат, имеет двоих детей, сына Зиновия и дочь Софию. Зиновий умер в июле 2024 года от онкологии в возрасте 18 лет.